# Lucius Annius Fabianus (Konsul 141)
Lucius Annius Fabianus war ein im 2. Jahrhundert n. Chr. lebender römischer Politiker. Durch eine unvollständig erhaltene Inschrift, die in Sarmizegetusa gefunden wurde und die bei der Epigraphik-Datenbank Clauss-Slaby auf 131/141 datiert wird, ist seine Laufbahn bekannt.
Fabianus übte zunächst im Rahmen des Vigintivirats das Amt eines IIIvir capitalis aus. Im Anschluss leistete er seinen Militärdienst als Tribunus militum in der Legio II Augusta, die ihr Hauptlager in Isca Silurum in der Provinz Britannia hatte. Nach Rom zurückgekehrt, waren die nächsten Positionen seiner Laufbahn (in dieser Reihenfolge): Quaestor urbanus, Tribunus plebis und Praetor. Danach wurde er in Italien curator der Via Latina. Im Anschluss war er Kommandeur (Legatus legionis) der Legio X Fretensis, die ihr Hauptlager in Jerusalem in der Provinz Iudaea hatte. Zuletzt wurde er Statthalter (Legatus Augusti pro praetore) in der Provinz Dacia.
Fabianus war 141 Suffektkonsul; sein Name ist in den Fasti Ostienses partiell erhalten. Der Name seines Kollegen ist nicht bekannt. Die beiden Konsuln traten ihr Amt am 1. November 141 an.
Sein gleichnamiger Enkel Lucius Annius Fabianus war 201 gemeinsam mit Marcus Nonius Arrius Mucianus ordentlicher Konsul.